# 伊格爾克里克鎮區 (印地安納州萊克縣)
伊格爾克里克鎮區（英語：Eagle Creek Township）是位於美國印地安納州萊克縣的一個行政鎮區。

## 地方資料
根據2010年美國人口普查的數據，伊格爾克里克鎮區的面積為145.10平方千米，當中陸地面積為144.60平方千米，而水域面積為0.50平方千米。當地共有人口1,668人，而人口密度為每平方千米11.5人。